# Jadarita
La jadarita es un mineral del grupo VIII (silicatos), según la clasificación de Strunz. Es un mineral blanco, relativamente duro, formado por cristales de menos de 5 micras. Está compuesto por sodio, litio, boro, silicio, hidrógeno y oxígeno, en forma de hidróxido de silicato de sodio, litio y boro. Su fórmula es LiNaSiB3O7(OH). La jadarita es una fuente potencial de litio (usado en baterías) y de boro (para limpiadores de lentes y productos de alta tecnología).
Fue identificado por primera vez en una mina de Serbia en 2006, en la región de Jadar, y confirmado como un nuevo mineral tras ser examinado por científicos del Museo de Historia Natural de Londres y del Consejo Nacional de Investigaciones de Canadá.
Un equipo dirigido por el minerólogo británico Chris Stanley analizó los fragmentos del material que extrajeron geólogos del grupo minero de Río Tinto en esa zona de Serbia, y cuando dio con la fórmula la introdujo en un buscador de Internet para comprobar si ya se había descubierto algo similar. Quedó sorprendido ya que lo más parecido a la jadarita es el mineral ficticio que debilita a Superman, la kryptonita. 
En la película Superman Returns, un pedazo de kryptonita es exhibido en un museo con un rótulo que dice: hidróxido de silicato de sodio litio boro. Esta composición es idéntica a la de la jadarita, excepto por el flúor, ante lo cual Stanley declaró: «Tendremos cuidado con el mineral, no quisiéramos privar al Mundo de su más famoso superhéroe». Otras diferencias entre la jadarita y la kryptonita son el color (blanco, no verde), la textura (terrosa, no cristalina), su radiactividad (nula, no como en el caso de la kryptonita) y su ausencia de brillo respecto al mineral extraterrestre. 
El nuevo mineral, no obstante, no será conocido formalmente como kryptonita. Recibirá el nombre de jadarita, por el sitio donde se encontró, la región de Jadar, en el oeste de Serbia. Además no tiene nada que ver con el kriptón, que es un gas noble incoloro, un elemento de la tabla periódica.